# Municipio de West Washington
El municipio de West Washington (en inglés: West Washington Township) es un municipio ubicado en el condado de Rice en el estado estadounidense de Kansas. En el año 2010 tenía una población de 125 habitantes y una densidad poblacional de 1,35 personas por km².

## Geografía
El municipio de West Washington se encuentra ubicado en las coordenadas 38°12′36″N 98°4′42″O / 38.21000, -98.07833. Según la Oficina del Censo de los Estados Unidos, el municipio tiene una superficie total de 92.71 km², de la cual 92,6 km² corresponden a tierra firme y (0,12 %) 0,11 km² es agua.

## Demografía
Según el censo de 2010, había 125 personas residiendo en el municipio de West Washington. La densidad de población era de 1,35 hab./km². De los 125 habitantes, el municipio de West Washington estaba compuesto por el 96,8 % blancos, el 0,8 % eran amerindios, el 1,6 % eran de otras razas y el 0,8 % eran de una mezcla de razas. Del total de la población el 1,6 % eran hispanos o latinos de cualquier raza.